# Pectocythere
Pectocythere is een geslacht van kreeftachtigen uit de klasse van de Ostracoda (mosselkreeftjes).

## Soorten
- Pectocythere clavata (Triebel, 1957) Valentine, 1976
- Pectocythere daishakaensis Tabuki, 1986 †
- Pectocythere dentarticula (Smith, 1952) Swain & Gilby, 1974
- Pectocythere glabrata Bassiouni & Luger, 1990 †
- Pectocythere hughesi Smith (J. K.), 1978 †
- Pectocythere janae Brouwers, 1990
- Pectocythere kiklukhensis Brouwers, 1990
- Pectocythere magellanensis Whatley, Staunton, Kaesler & Moguilevsky, 1996
- Pectocythere marincovichi Brouwers, 1990
- Pectocythere pakerae Swain & Gilby, 1974
- Pectocythere parkerae Swain & Gilby, 1974
- Pectocythere pseudoamphidonta Hanai, 1957
- Pectocythere quadrangulata Hanai, 1957
- Pectocythere royi Yassini & Mikulandra, 1989
- Pectocythere tomalensis Watling, 1970
- Pectocythere tsiuensis Brouwers, 1990